# 伊丹市消防局
伊丹市消防局（いたみししょうぼうきょく）は、兵庫県伊丹市の消防部局（消防本部）。管轄区域は伊丹市全域。

## 概要（2023年4月1日現在）
- 消防局本部：伊丹市昆陽1丁目1番の1
- 管内面積：25.09km2
- 職員定数：210人
- 消防署2カ所、出張所4カ所
- 主力機械
  - 査察車：2
  - 資機材搬送車：1
  - 指揮広報車：1
  - 広報車：1
  - 指揮車：3
  - 普通消防ポンプ車：6
  - 水槽付ポンプ車：3
  - 化学車：3
  - はしご車：2
  - 高規格救急車：6
  - 救助工作車：2
  - 後方支援車：1
  - 合計：30

## 沿革
- 1948年3月7日 官設消防が移管され、伊丹消防組合消防署および宝塚出張所を開設する。（管轄区域：伊丹市、川辺郡小浜村および武庫郡良元村）
- 1952年8月1日 伊丹市消防本部および伊丹市消防署として独立する。
- 1960年4月1日 消防庁舎が移転する。
- 1962年8月10日 西出張所を開設する。
- 1962年9月1日 救急車を消防署に配置し、救急業務を開始する。
- 1965年2月13日 東出張所を開設する。
- 1966年4月6日 北出張所を開設する。
- 1968年4月1日 西出張所が西分署に昇格する。
- 1968年11月16日 2台目の救急車を西分署に配置し、救急業務を開始する。
- 1970年5月1日 南出張所を開設する。
- 1972年12月17日 消防本部および消防署の新庁舎が竣工し、移転のうえ業務開始する。旧庁舎は東分署となり、救急車を東分署に配置替えする。
- 1973年1月1日 伊丹市消防署は東消防署と西消防署の2署体制になり、西分署を昆陽出張所に、東出張所を神津出張所に、南出張所を稲野出張所に、北出張所を荒牧出張所に改称する。
- 1974年4月26日 北伊丹出張所を開設する。
- 1975年4月1日 伊丹市消防局に改称する。
- 1984年3月16日 東消防署が移転する。
- 1985年4月1日 昆陽出張所が移転し、池尻出張所に改称する。
- 1985年12月21日 稲野出張所が移転し、南野出張所に改称する。
- 1986年11月1日 消防音楽隊が発足する。
- 1989年4月1日 北伊丹出張所を廃止する。3台目の救急車を荒牧出張所に配置し、救急業務を開始する。
- 1994年1月13日 初の高規格救急車を西消防署に配置する。
- 1994年12月1日 2台目の高規格救急車を東消防署に配置する。
- 1996年3月31日 消防音楽隊が解散する。
- 1998年2月26日 3台目の高規格救急車を荒牧出張所に配置する。
- 2003年10月10日 4台目の高規格救急車を南野出張所に配置し、救急業務を開始する。

## 組織
- 本部
  - 管理室（消防総務課、予防課）
  - 警防室（警防課、救急課、情報管理課）
- 消防署
  - 東消防署
  - 西消防署

## 消防署
| 消防署   | 住所        | 出張所                            |
| -------- | ----------- | --------------------------------- |
| 西消防署 | 昆陽1-1-1   | 池尻：池尻3-55 荒牧：北野1-9      |
| 東消防署 | 北本町2-133 | 神津：森本2-142-1 南野：南鈴原2-1 |